# Robert Prescott Stewart
Robert Prescott Stewart (Dublín, 16 de desembre de 1825 - idm, 24 de març de 18949 fou un organista, compositor i musicògraf irlandès, molt influent en la música de l'última meitat del segle xix.
Estudià en el Trinity College, de la seva ciutat nadiua, on tingué entre d'altres professors a Richard Michael Levey i, acabats els seus estudis i conegut ja el seu nom, fou nomenat organista de la catedral de Sant Patrici.
Va publicar composicions de molt mèrit i diversos articles per al Grove Dictionary of Music and Musicians. Fou el primer que introduí en el Regne Unit la practica dels exàmens literaris per a graduar-se de música en les universitats.
Dels múltiples càrrecs pedagògics que va professar, va tenir molts alumnes que més tard li reconeixerien les seves virtuts com a pedagog, entre ells en fou deixeble i admirador seu Harry Crane Perrin que va seguir les seves passes una per una.